# بيزو كوادرو
بيزو كوادرو (بالإنجليزية: Pizzo Quadro)‏ هو أحد جبال سلسلة جبال الألب ليبونتيني ويقع في كانتون تيسينو في سويسرا. يحتل المرتبة رقم 271 في قائمة جبال سويسرا من حيث الارتفاع، إذ يبلغ ارتفاعه حوالي 2793 متر، بينما يبلغ ارتفاع نتوء الجبل 470 متر.